# ماجد الزواهرة
ماجد الزواهرة (1973 - 1 نوفمبر 2018) ممثل أردني تخرج من الاكاديمية الأردنية للموسيقى وعمل كمهندس للصوت ومخرج في مؤسسة الإذاعة والتلفزيون وهو ممثل أردني شارك في العديد من الأعمال المحلية والعربية. دخل الوسط الفني والدراما التلفزيونية من خلال والده محمد الزواهرة الذي كان يصطحبه منذ الصغر إلى مواقع التصوير. وكان الزواهرة قد أنهى قبل أيام قليلة من وفاته تصوير حلقات المسلسل البدوي «صبر العذوب».

## حياته
ولد الزواهرة في العام 1973 في منطقة حي معصوم بالقرب من مدرسة عسقلان بمحافظة الزرقاء، إلى الشرق من العاصمة الأردنية عمان، وهو أكبر أشقائه. تزوج من الإعلامية عالية إدريس وأنجبا 3 أبناء، هم محمد وعلي ورنيم.

## وفاته
```
توفي يوم الخميس 
1 نوفمبر
 
2018
 إثر نوبة قلبية ونقل إلى مستشفى المركز العربي بالأردن متوفيا عن 45 عاما.
[
1
]
```

## أعماله

### في التلفزيون
| العام | المسلسل               |
| ----- | --------------------- |
| 2018  | نوف (مسلسل)           |
| 2017  | ضوء أسود (مسلسل)      |
| 2017  | تل السنديان (مسلسل)   |
| 2012  | توأم روحي (مسلسل)     |
| 2009  | بلقيس (مسلسل)         |
| 2008  | رأس غليص (مسلسل 2006) |
| 2005  | لوحة حب (مسلسل)       |
| 2004  | الطوفان (مسلسل)       |
| 2000  | دروب الحنه (مسلسل)    |
| 2000  | نهيل (مسلسل)          |
| 2000  | الدرب الطويل (مسلسل)  |
| 1995  | كن صديقي (مسلسل)      |
| ....  | صقور لا تلهث (مسلسل)  |
| ....  | فارس الصحراء (مسلسل)  |

## وصلات خارجية
- (الغد الأردني): وفاة الفنان الأردني ماجد الزواهرة